# مردی با کیف
مردی با کیف (به انگلیسی: The Bag Man) فیلمی است محصول سال ۲۰۱۴ و به کارگردانی دیوید گروویک است و بر اساس فیلمنامه اصلی جیمز روسو و بازنویسی دیوید گرویک و پل کانوی ساخته شده و از کتاب "گربه: داستان رستگاری زنانه" نوشته ماری-لوئیز فون فرانتس الهام گرفته است. در این فیلم بازیگرانی همچون جان کیوسک، ربکا دا کوستا، رابرت دنیرو، دامینیک پرسل، کریسپین گلاور، استیکی فینگاز، مارتین کلبا ایفای نقش کرده‌اند.
فیلم داستان مردی به نام جک را روایت می‌کند که مأمور می‌شود یک کیف مرموز را به محل مشخصی برساند و به هیچ عنوان نباید در آن را باز کند. او در یک هتل متروکه منتظر می‌ماند و اتفاقات مرموزی رخ می‌دهد که زندگی‌اش را تحت تأثیر قرار می‌دهد.

## خلاصه داستان
رابرت دراگنا، گانگستر سالخورده، جک (قاتل حرفه‌ای) را برای انجام مأموریتی استخدام می‌کند: تحویل گرفتن یک کیف و انتظار در یک موتل. دراگنا به شدت تأکید می‌کند که جک تحت هیچ شرایطی نباید کیف را باز کند یا اجازه دهد کسی محتویات آن را ببیند - نکته‌ای که با نشان دادن یک تکه بروکلی به او یادآوری می‌کند.  
جک که متعجب است چرا دراگنا او را برای چنین کار به ظاهر ساده‌ای استخدام کرده، برای جزئیات بیشتر اصرار می‌کند، اما دراگنا فقط قوانین را تکرار می‌کند. وقتی جک کیف را تحویل می‌گیرد، یکی از نوچه‌های دراگنا به دست او شلیک می‌کند (که به دلیل محدودیت بودجه در صحنه نشان داده نمی‌شود) و جک او را می‌کشد و جسد را در صندوق عقب ماشینش قرار می‌دهد. وقتی جک با دراگنا تماس می‌گیرد، دراگنا هیچ همدردی نشان نمی‌دهد و فقط به او دستور می‌دهد طبق برنامه پیش برود.  